# Sweet Sweetback's Baadasssss Song
Sweet Sweetback's Baadasssss Song è un film indipendente del 1971, scritto, diretto, montato, interpretato e prodotto da Melvin Van Peebles.
È considerato il film che diede inizio al genere della blaxploitation. È stato definito un «film-guerriglia», uno dei primi che vede protagonista un uomo afroamericano ribelle. Il protagonista (interpretato dallo stesso regista) inseguito da poliziotti e cani rimanda allo schiavismo e al razzismo contro i neri, ma stavolta non è un perdente. «Volevo fare un film vittorioso, in cui i neri potessero uscire a testa alta», dichiarò Van Peebles.
Nei titoli di testa, al posto del nome degli attori vi è una scritta che segnala l'intero cast come «The Black Community» (La comunità nera).
Il film fu considerato dalle Pantere Nere come il primo vero film rivoluzionario realizzato da un afroamericano, e ne consigliarono la visione a tutta la comunità.
Nel 2020 è stato scelto per la conservazione nel National Film Registry della Biblioteca del Congresso degli Stati Uniti

## Trama
Il film inizia con una didascalia: 
 Un bambino afroamericano orfano viene accolto in un bordello e iniziato al sesso da una prostituta afroamericana. Durante il rapporto sessuale ella lo chiama Sweetback, riferendosi al suo copo -schiena e glutei-.
Diventato adulto, Sweetback inizia una carriera di gigolò, partecipando a squallidi spettacoli. Una sera, due poliziotti bianchi lo arrestano, accusandolo di aver ucciso un uomo. Viene arrestato anche un membro delle Pantere Nere, Mu-Mu, che viene pestato a sangue dai poliziotti. Per agire con più libertà i poliziotti tolgono le manette a Sweetback, che ne approfitta aggredendoli, favorendo la fuga del ragazzo. Inizia anche la sua fuga.
Rifugiatosi da un suo amico, Beetle, Sweetback viene scovato da due poliziotti, che lo ammanettano e chiamano la centrale, che consiglia loro di ucciderlo e simulare un incidente. I due iniziano a picchiarlo, quindi lo caricano sulla loro auto che però prende improvvisamente fuoco, tra le urla di giubilo di alcuni afroamericani, che iniziano una rivolta. Sweetback riesce così a scappare nuovamente e incontra una sua vecchia fidanzata, che prima di togliergli le manette copula con lui.
Intanto Beetle viene torturato dai poliziotti, che per farlo parlare, esplodono alcuni colpi di pistola accanto alle orecchie, facendolo diventare sordo.
Sweetback entra in una casa, dove è in corso una veglia funebre per un ragazzo morto di overdose. L'oratore è in realtà uno spacciatore, un suo vecchio amico, che però rifiuta di nasconderlo. Prima di congedarlo, però, si congratula con lui per aver pestato dei poliziotti bianchi. Lo congeda dicendo che reciterà un'Ave Maria "nera" per lui. Un altro suo amico, che gestisce una bisca clandestina, rifiuta di dargli dei soldi.
Finalmente dei suoi amici acconsentono ad accompagnarlo fuori città. Si presenta anche Mu-Mu, che accompagna Sweetback.
I due incontrano un gruppo di motociclisti, guidati da una donna bianca. La donna lo sfida in un duello, e Sweetback sceglie l'"arma" che gli si addice: il sesso. I due iniziano a fare l'amore, e Sweetback sfianca la donna, vincendo il duello. Sweetback e Mu-Mu si rifugiano in un casolare, ma due poliziotti li trovano. Loro reagiscono uccidendoli. Mu Mu però rimane ferito. In loro aiuto accorre uno dei motociclisti, che però può portare solo una persona sulla moto. Sweetback dice di portare Mu-Mu, perché è troppo importante per il futuro dei neri. Sweetback ricomincia quindi da solo la sua fuga.
Intanto alcuni poliziotti entrano in una casa e trovano a letto un uomo di colore e una donna bianca. L'uomo viene pestato selvaggiamente, quindi uno dei poliziotti dice: «È lui?», e l'altro risponde: «No, non è lui», «E allora?» replica il poliziotto, quindi si allontanano.
La fuga di Sweetback intanto continua. Arrivato nel deserto, stremato, si ciba di insetti e beve l'acqua delle pozzanghere. Un nutrito gruppo di poliziotti lo segue, con l'ausilio dei cani, che vengono sguinzagliati per raggiungerlo, prima che attraversi il confine con il Messico.
Sweetback però uccide i cani, supera il Rio Grande e continua la sua fuga.
(La didascalia al termine del film)

## Stile
Il film ha uno stile che si ispira alla Nouvelle vague, soprattutto per il montaggio fatto di rapidi tagli e l'utilizzo costante della macchina a mano. Van Peebles fece anche un uso del negativo per quanto riguarda la fotografia.

## Produzione

Una scena del film

Dopo lo scarso successo di L'uomo caffelatte, diretto nel 1970 e prodotto dalla Columbia Pictures, Van Peebles decise di girare un film indipendente.
L'idea del film venne a Van Peebles mentre guidava nel deserto del Mojave. Poiché nessuno dei grandi studios avrebbe prodotto un film simile, Van Peebles decise di investire i propri soldi, assicurandosi così il controllo totale sull'opera.
Per evitare guai durante la lavorazione del film, Van Peebles e tutta la troupe giravano sul set armati.
Il film ricevette dalla MPAA, l'organo della censura statunitense, una "X", ossia il divieto assoluto ai minori. Divieto dovuto anche alle molte sequenze che rasentano il porno.

### Riprese
Le riprese del film iniziarono nel maggio 1970, e durarono tre settimane. Il budget era di 150000 $. Il film fu girato a Los Angeles.
Durante la scena in cui Sweetback affronta la banda di motociclisti, uno di essi voleva interrompere la scena e andare a casa. Il regista rispose che era stato pagato per girare tutta la scena, ma il motociclista tirò fuori un coltello e iniziò a pulirsi le unghie, sfidandolo. Van Peebles schioccò le dita e un gruppo di uomini armati sbucò fuori. Il motociclista si convinse così a terminare la scena.

### Cast
Il cast del film è composto da attori non professionisti. Per la parte di Sweetback furono svolti vari provini, ma alla fine il regista decise di interpretare lui il protagonista. Poiché Van Peebles non poteva permettersi uno stuntman ha girato lui stesso tutte le sequenze d'azione e le scene di sesso, contraendo a causa di queste ultime la gonorrea, e si rivolse al sindacato per ottenere un risarcimento per "danneggiamento sul lavoro". Con i soldi ottenuti Van Peebles comprò più pellicola per il film.
Per quanto riguarda il ruolo di Sweetback da bambino, che dà il via al film, Van Peebles decise di farlo interpretare a suo figlio Mario, allora tredicenne, che in seguito sarebbe divenuto un regista. Mario Van Peebles interpretò una scena di sesso, ovviamente simulata, con una donna adulta e debuttò così come attore. Nel film recitano anche gli altri due figli del regista, Max e Megan.

## Accoglienza
Il film ebbe un ottimo successo al botteghino, incassando nei soli Stati Uniti 15180000 $.

### Critiche
La critica cinematografica statunitense accolse il film con favore. Secondo Toni Cade Bambara il film è «una bomba». Ma nella comunità afroamericana, tra i responsi favorevoli vi furono delle critiche, soprattutto per la sessualità esplicita, per il ritratto di un eroe troppo "macho" e per il ritratto di una comunità squallida e incapace di reagire. Alcuni militanti avrebbero voluto tematizzazioni e dichiarazioni più esplicitamente politiche, mentre tra la borghesia afroamericana ci fu chi avrebbe voluto più valori nei quali identificarsi.
Durante una delle prime proiezioni del film, Van Peebles assistette al film seduto accanto a un'anziana signora afroamericana molto distinta. Quando, verso la fine del film, sembra che Sweetback stia per essere definitivamente catturato la signora si alzò in piedi e iniziò a gridare: «No, Sweetback! Non farti prendere! Non farti ammazzare! Uccidili!».

## Colonna sonora
Dato che Van Peebles non aveva soldi sufficienti per assumere un compositore curò lui stesso la musica del film, scrivendo i testi delle canzoni. In un secondo tempo il regista riuscì a convincere il gruppo Earth, Wind & Fire a collaborare alla colonna sonora.
La musica del film è fatta soprattutto da un funk ritmico e pop. I testi delle canzoni sono utilizzati come un coro greco che commenta alcune scene, e sono perlopiù dei versi simili alle poesie di scrittori afroamericani come Amiri Baraka.
Le tracce della colonna sonora sono le seguenti:
1. Sweetback Losing His Cherry
2. Sweetback Getting It Uptight And Preaching It So Hard The Bourgeois Reggin Angels In Heaven Turn Around
3. Come On Feet Do Your Thing
4. Sweetback's Theme
5. Hoppin' John
6. Mojo Woman
7. Sanra Z
8. Reggins Hanging On In There As Best They Can
9. Won't Bleed Me
10. The Man Tries Running His Usual Game but Sweetback's Jones Is So Strong He Wastes the Hounds (Yeah! Yeah! and Besides That He Will Be Comin' Back Takin' Names and Collecting Dues)

## Collegamenti ad altre pellicole
- In New Jack City, diretto da Mario Van Peebles nel 1991, si vedono alcune sequenze del film.
- Nel 2004 Mario Van Peebles girò un film intitolato Baadasssss!, che ripercorre la travagliata lavorazione del film. Mario interpreta il ruolo del padre.
- I Simpson hanno omaggiato il film con l'episodio intitolato Sweet Seymour Skinners Baadasssss Song.

## Slogan promozionali
- «The Film that THE MAN doesn't want you to see!»;
«Il film che L'UOMO [bianco] non desidera vediate!»;
- «Rated X by an all white jury»;
«Classificato con una X da una giuria composta interamente da bianchi»;
- «Dedicated to all Brothers and Sisters who have had enough of the Man»;
«Dedicato a tutti i Fratelli e a tutte le Sorelle che ne hanno abbastanza dell'uomo bianco»;
- «Sweet Sweetback will never die a natural death»;
«Sweet Sweetback non morirà mai di morte naturale»;
- «You bled my Momma-You bled my Poppa-But you won't bleed me»;
«Avete preso mia madre, avete preso mio padre ma non avrete me».